# Condado de Buchanan (Virgínia)
O Condado de Buchanan é um dos 95 condados do estado americano de Virgínia. A sede do condado é Grundy, e sua maior cidade é Grundy. O condado possui uma área de 1 305 km² (dos quais 0 km² estão cobertos por água), uma população de 26 978 habitantes, e uma densidade populacional de 21 hab/km² (segundo o censo nacional de 2000). O condado foi fundado em 1858.